# Kadaszman-Turgu
Kadaszman-Turgu (kas. Kadašman-Turgu, tłum. „On ufa bogu Turgu”) – król Babilonii z dynastii kasyckiej, syn i następca Nazi-Maruttasza; panował w latach 1281-1264 p.n.e.

Babilonia za panowania Kasytów.

Wydaje się, iż jego rządy przypadają na okres względnego spokoju w Babilonii, sądząc z dużej liczby zachowanych przedmiotów wotywnych noszących jego inskrypcje. Na części z nich nazywany jest on „królem świata” (akad. šar kiššati). Odbudował ziggurat w mieście Nippur. Współczesny był hetyckiemu królowi Hattusilisowi III, z którym wymieniał korespondencję, obiecując mu pomoc na wypadek zagrożenia ze strony Egiptu.